# GRB 080916C
GRB 080916C denomina a una enorme explosión de rayos gamma, también conocidas como GRB, a las 06:12 UTC. Esta explosión estableció un nuevo récord sobre el objeto más lejano que puede verse a simple vista. Además, esta explosión supera en 2,5 millones de veces a las más brillantes supernovas conocidas hasta la fecha, que son GRB 080319B y SN 2005ap.